# Universidade Federal de Uberlândia
A Universidade Federal de Uberlândia (UFU) é uma instituição de ensino superior pública brasileira, sendo uma das 63 universidades públicas federais do país e uma das principais do estado de Minas Gerais, no Sudeste do Brasil. Está sediada no município de Uberlândia, possuindo campi nas cidades de Ituiutaba, Monte Carmelo e Patos de Minas.
O Ranking Universitário Folha (RUF), publicado pelo jornal Folha de S.Paulo, colocou a UFU como a 25ª melhor instituição de ensino superior do país em 2019 e a 3ª melhor do estado de Minas Gerais.

## Histórico
“A Universidade de Uberlândia, autorizada a funcionar pelo Decreto-lei nº 762, de 14 de agosto de 1969, passa a denominar-se Universidade Federal de Uberlândia, com sede na Cidade de Uberlândia, Estado de Minas Gerais” (Lei nº 6.532).

## Campi

### Uberlândia
A cidade de Uberlândia conta com quatro campi:
- Campus Umuarama: Localizado no Bairro Umuarama, Zona Leste. O campus oferece os cursos de graduação e pós graduação nas áreas de ciências agrícolas, ciências da saúde e da vida.
- Campus Santa Mônica: Localizado no Bairro Santa Mônica, Zona Leste. O campus oferece cursos de graduação e pós graduação nas áreas de ciências exatas e da terra, ciências humanas, ciências sociais aplicadas e artes.
- Campus Educação Física: Localizado no Bairro Aparecida, Zona Central: o campus oferece os cursos de graduação e pós-graduação em educação física e fisioterapia. Além disso, o campus possui uma completa infraestrutura esportiva e conta com uma biblioteca com acervo completo para os cursos de educação física.

E um campus em construção para as futuras instalações dos cursos instalados com a implantação do REUNI:
- Campus do Glória: Localizado na Zona Sudeste de Uberlândia, com alguns prédios em funcionamento e outros ainda em construção, no entroncamento das rodovias federais 050 e 365, com acesso pela via marginal no sentido Patos de Minas/Patrocínio.

### Ituiutaba
O Campus Pontal da UFU, criado em 2005, está localizado no bairro Tupã da cidade de Ituiutaba, em uma área de 500 mil m². Os cursos de graduação e mestrado, inicialmente ofertados, eram vinculados à então Faculdade de Ciências Integradas do Pontal (Facip).

A estrutura organizacional do Campus Pontal possui três unidades acadêmicas, sendo elas a Faculdade de Administração, Ciências Contábeis, Engenharia de Produção e Serviço Social (Faces), Instituto de Ciências Exatas e Naturais do Pontal (Icenp) e o Instituto de Ciências Humanas do Pontal (Ichpo).
Atualmente oferece cursos de graduação em: Administração, Ciências Biológicas (licenciatura e bacharelado), Ciências Contábeis, Engenharia de Produção, Física (licenciatura), Geografia, História, Matemática (licenciatura e bacharelado), Pedagogia, Química (licenciatura e bacharelado) e Serviço Social. Além de mestrado profissional em Ensino de Ciências e Matemática, mestrado acadêmico em Geografia e especialização em Educação Infantil.
Os cursos de Ciências Contábeis e de Administração estão entre os mais bem avaliados da região, recebendo nota 4 no ENADE de 2018, considerado “nível de excelência” por educadores.